# Chūkō Hayakawa
Pour les articles homonymes, voir Hayakawa (homonymie).
Chūkō Hayakawa (早川 忠孝, Hayakawa Chūkō) est un avocat et un ancien homme politique japonais né le 4 septembre 1945. Il est membre du Parti libéral-démocrate et siège à la Chambre des représentants du Japon de 2003 à 2009.

## Biographie
Né dans la préfecture de Nagasaki, Hayakawa est diplômé de l'université de Tokyo. Il travaille au Ministère des Affaires intérieures de 1969 à 1973, puis il étudie à l'Institut de formation et de recherche juridique (en) avant de commencer sa carrière juridique dans le secteur privé en 1975.
Hayakawa est élu à la Chambre des représentants du Japon aux élections législatives de 2003, après deux échecs en 1996 et 2000. Il est Secrétaire parlementaire à la Justice sous le mandat du Premier ministre Tarō Asō. En 2009, Hayakawa annonce sa démission de ce poste, décision qu'il présente comme une « expression de [sa] volonté d'indépendance » vis-à-vis du premier ministre impopulaire. Cependant, il retire rapidement cette annonce.
Il perd son siège de député aux élections de 2009 puis reprend sa carrière juridique.